# Revisionismo histórico
El revisionismo histórico es el estudio crítico de los hechos históricos y los relatos oficiales, con el fin de revisarlos y finalmente reinterpretarlos. Tiene un uso académico legítimo y otro peyorativo. Su uso académico se refiere a la reinterpretación de hechos históricos a la luz de nuevos datos, o nuevos análisis más precisos o menos sesgados de datos conocidos. 
El revisionismo presupone que entre los historiadores, o el público general, existe una forma generalmente aceptada de entender un acontecimiento o un proceso histórico y que hay razones para ponerla en duda. Esas razones pueden ser de distinto tipo: la puesta en valor de nuevos documentos, el cambio de paradigma historiográfico; o también el cambio de los valores desde los que se observa el pasado. En los casos de revisionismo no académico o pseudocientífico suele acusarse a quien lo practica de dedicarse al uso político de la historia y de no respetar la neutralidad y el espíritu crítico en la relación con las fuentes, considerados básicos en el trabajo del historiador. Cabría pensar si existe neutralidad en la historia (como objeto de estudio) o si en realidad a lo que refiere la afirmación anterior, es a la objetividad del historiador.

## Revisionismo académico
En el ámbito académico, la revisión de las formas de entender el pasado forma parte de la tarea del historiador profesional. Una de las grandes polémicas revisionistas vino con el segundo centenario de la Revolución francesa, con la llamada querella de los historiadores. Las explicaciones estructurales y marxistas de la década de 1960 fueron puestas en duda por historiadores que enfatizaban las decisiones políticas y la ideología, y que colocaban al terror como su motor explicativo. A partir de esta polémica ha sido habitual en algunos ámbitos académicos denominar revisionistas a los historiadores que utilizan explicaciones de los procesos históricos en términos de cultura política, ideología y decisión, en vez de estructuras sociales y condicionantes económicos.
En el mundo anglosajón y, en menor medida, en el francófono es muy común que la palabra revisionismo aparezca en el título de obras académicas haciendo referencia a su sentido más literal. Por ejemplo, S. P. MacKenzie, un historiador militar estadounidense, se sintió incómodo con el trato que la historiografía daba al compromiso de los soldados con la causa en los ejércitos revolucionarios. Ya fuese el ejército puritano de Cromwell, el de la leva en masa de la Revolución francesa, el Ejército Libertador de Simón Bolívar, las Brigadas Internacionales en la guerra civil española, o las Waffen-SS de la Alemania nazi durante la Segunda Guerra Mundial, le pareció que en demasiadas ocasiones se atribuían sus buenos resultados militares al compromiso ideológico de los soldados y no a su número, su armamento, o a la pericia de los oficiales. Emprendió entonces una tarea revisionista: se documentó sobre esas unidades militares y su comportamiento en diferentes batallas, victorias y derrotas, y lo comparó con el de las unidades regulares. El resultado le pareció inequívoco: los historiadores en muchas ocasiones habían atribuido los éxitos militares de esas unidades al compromiso de los soldados, aunque la comparación sistemática muestra que en circunstancias similares un ejército regular hubiese vencido de la misma manera.
A veces, el simple paso del tiempo permite cambiar la perspectiva a la comunidad historiadores, pues un punto de llegada diferente invita a evaluar de forma nueva la trayectoria histórica pasada. Por ejemplo, parte de la historia económica y política española de la década de 1960 comparaba la España de Franco con las democracias europeas y veía la trayectoria del país desde siglo XIX como un fracaso: fracaso de la industrialización, fracaso del liberalismo político. Durante la década de 1990, desde los mismos valores se podía mirar al pasado, en especial al período de la restauración (1874-1923) y encontrar muchos rasgos positivos que permitieron desembocar a finales del siglo XX en una democracia avanzada. En vez de buscar en la historia los elementos que explicaban el punto de llegada «fracaso» (como la inexistencia de una revolución burguesa), algunos historiadores revisaron la historia y buscaron precursores del «éxito» (como la práctica parlamentaria casi ininterrumpida entre 1834 y 1923). Estos cambios de interpretación suelen venir acompañados de controversia historiográfica dentro del mundo académico.

## Revisionismo negacionista
Por otra parte, la actividad de revisar el pasado la puede practicar cualquier periodista o investigador aficionado y, salvo en casos excepcionales, está protegida por la libertad de pensamiento y expresión. Además, como la historia es un terreno fecundo para la controversia política y en muchas ocasiones la legitimidad de apuestas políticas del presente se fundamenta en trayectorias históricas del pasado, la revisión histórica puede estar cargada de polémica. (v. Uso político de la historia). Casos famosos, como el del Negacionismo del Holocausto (que niega la existencia de un plan para el exterminio de los judíos en la Alemania Nazi), han dado lugar a legislación en algunos países que tratan esa versión de la historia como delito, considerando que se trata una de «una mentira deliberada, con fines políticos, que no tiene nada que ver con interpretar la evidencia histórica y, en cambio, se aproxima a la apología de un régimen criminal». 
En ocasiones, las fronteras entre el revisionismo académico y el seudocientífico son objeto de disputa. A priori, los revisionistas externos al mundo académico pueden hacer un trabajo excelente en términos historiográficos. Del mismo modo, un historiador académico puede trabajar fuera del canon historiográfico y convertirse en una suerte de revisionista no académico. Sin embargo, los revisionistas que han alcanzado mayor resonancia en la opinión pública normalmente se han beneficiado más de la existencia de un público o grupo mediático ávido de polémica, que no de una aportación original al conocimiento histórico. La figura del revisionista no académico suele presentarse como un Quijote que se esfuerza por hacer aparecer una supuesta verdad frente a un establishment que le margina. Algunos editores de historiadores académicos también han descubierto que entrar en polémica con estas figuras mediáticas les sirve para vender más libros.
Las críticas al revisionismo no académico desde la historiografía profesional suelen hacer referencia a su carácter seudocientífico, por la utilización fraudulenta de los mecanismos de verosimilitud con los que se construye un discurso histórico:
- Utilización acrítica de documentos.[7]
- Uso de citas falsas o forzadas.[8]
- Falta de contextualización o desvalorización caprichosa de información relevante.[9]

Además, el revisionismo negacionista ha sido caracterizado por su escepticismo respecto a determinados hechos históricos, especialmente aquellos considerados inverosímiles desde una perspectiva actual por su monstruosidad o cualquier otra circunstancia, como en el caso de los crímenes nazis.
En contrapartida, las críticas a la historiografía académica suelen aducir que ésta nunca ha estado libre de prejuicios ideológicos, y que, por otra parte, cuando se construye como discurso científico neutro no suele interesar al público general y falla en su compromiso cívico.

## Corrientes principales de revisionismo histórico

### Argentina
En la Argentina, el revisionismo histórico, muchas veces actuando como sostén intelectual del peronismo, se centró en la reivindicación de la figura de Juan Manuel de Rosas y otros caudillos, enfrentándose con la historiografía oficial fundada sobre la obra de Bartolomé Mitre. Esta corriente es también muy crítica de la posición argentina durante la Guerra de la Triple Alianza. Entre los escritores revisionistas se destacan José María Rosa, Manuel Gálvez, Raúl Scalabrini Ortiz, Milcíades Peña, Rodolfo Puiggrós, Jorge Abelardo Ramos, Fermín Chávez, Norberto Galasso, Marcelo Gullo etc.

### España
En España, durante la década de los 60 del pasado siglo se empezó a cuestionar la interpretación oficial sobre la guerra civil española (la guerra como «Cruzada» y la sublevación como «Alzamiento nacional») y la década de 1930 empezó a ser tratada como objeto de la historia y no de la propaganda política. Durante la Transición, la concepción de la Guerra Civil como producto de una rebelión militar contra el régimen democrático legítimo (la II República) se convirtió en una versión consensuada, que a su vez sería puesta en cuestión por escritores revisionistas a finales de los años 90. Estos revisionistas afirman que la guerra civil española comenzó en 1934 y no con el Pronunciamiento del 17 y 18 de julio de 1936. Dicha tesis arguye que la izquierda, en particular el PSOE y ERC, conspiró contra la legalidad republicana para imponer un régimen revolucionario que aplastara a la derecha. Según los autores revisionistas, estas intenciones se materializarían en la Revolución de 1934 tras la no aceptación por la izquierda de la victoria de la derecha en las elecciones de 1933, lo que habría motivado y justificado una reacción en respuesta: la sublevación militar del 18 de julio de 1936. Los escritores Pío Moa y César Vidal son los más conocidos difusores de esta corriente, apoyada también por Stanley G. Payne. Una mayoría de historiadores como Paul Preston, Javier Tusell o Ian Gibson se oponen a este revisionismo, amen de negarle originalidad al señalar que recupera argumentaciones franquistas. Más allá de los orígenes de la Guerra Civil, puede decirse que también ha habido una revisión del uso político de la historia en los libros escolares del franquismo.
A mediados del siglo XX surge una corriente historiográfica, aún activa, que intenta ofrecer y divulgar una visión diferente de la conquista árabe-islámica de la península ibérica en el siglo VIII, así como del propio proceso de la Reconquista. Esta teoría, de facto, niega que se produjese tal invasión en el citado siglo, sino más bien una lenta islamización y arabización de la población local peninsular (culminadas en el siglo X con el Califato de Córdoba) a partir de la prolongada situación de vacío político originada por el derrumbe del Reino visigodo. Figuras de esta corriente son el paleontólogo falangista Ignacio Olagüe (que expuso estas teorías en su ensayo La revolución islámica en Occidente), el arabista Emilio Ferrín (autor de una Historia general de Al Andalus donde ahonda en las teorías del anterior) y, solamente en cierta medida, el hispanista americano Thomas F. Glick. Estas tesis han tenido peso y tienen aún hoy eco en el andalucismo político, así como en ciertos medios académicos del mundo musulmán. Así también encontramos la tesis que reza que no podemos hablar de Reconquista pues ninguna campaña militar es tan dilatada en el tiempo como apoyan los partidos de ultraderecha y sus seguidores.

### Estados Unidos
Otros casos de revisionismo histórico son los grupos afrocentristas norteamericanos, con teorías como un Egipto clásico de raza negra, implicando que la cultura europea tiene su origen en profundas raíces africanas.

### Italia
El trabajo realizado por Renzo De Felice permitió iniciar una nueva forma de abordar el estudio de los años del fascismo, liberándolos «de los estereotipos y bancos del antifascismo amanerado».
Por otro lado, sus investigaciones, reconocidas más tarde por una buena parte de los académicos como generalmente serias y escrupulosamente documentadas, fueron a menudo tergiversadas (con evidente extensión de las tesis defelicianas) por los seguidores de las teorías más politizadas para negar las responsabilidades históricas del fascismo.
Por ejemplo, en cuanto a las hipótesis alternativas sobre el motivo del asesinato de Giacomo Matteotti, algunos historiadores se han quejado de que:

Desde hace algunas décadas alguien sigue ese camino con una tenacidad que corre el riesgo de establecerse en la memoria colectiva, desclasificando la posición del dictador: de una gobernante que desconocía lo que hacían los hombres que comandaba y remuneraba generosamente, casi hasta el punto de convertirse en víctima colateral del crimen.

### México
En México, se considera revisionista a Salvador Borrego E., cuyas obras (por ejemplo, Derrota Mundial, América Peligra e Infiltración Mundial) han recibido fuertes críticas por su presunto antisemitismo debido a que coloca a los capitales e ideología judía internacional como los causantes de la Segunda Guerra Mundial.

### Unión Soviética
En la antigua Unión Soviética, durante el gobierno de Kruchev se produjeron diferentes movimientos revisionistas de índole marxista para tergiversar o mentir sobre hechos relacionadas del pasado estalinista, desarrollados en su mayoría, en diferentes actos de propaganda.

## Negacionismo del Holocausto
El negacionismo del Holocausto consiste en el acto de negar el genocidio de los judíos y otros grupos étnicos en el Holocausto durante la Segunda Guerra Mundial atribuyéndole que es parte de una conspiración. Los que niegan el Holocausto afirman: que la «solución final» de la Alemania nazi tenía como único objetivo deportar judíos del Tercer Reich, pero que no incluía el exterminio de judíos; que las autoridades nazis no usaron campos de exterminio y cámaras de gas para asesinar a judíos en masa; o que el número real de judíos asesinados fue significativamente menor que la cifra históricamente aceptada de 5 a 6 millones, por lo general alrededor de una décima parte de esa cifra.
Debido a que el negacionismo del Holocausto es una faceta común de propaganda racista por parte de grupos antisemitas y neonazis, se considera un problema social grave en muchos lugares donde ocurre y es ilegal en varios países europeos, entre ellos Alemania y Austria, así como en Israel.
Los académicos usan el término negacionismo para describir los puntos de vista y la metodología de los negacionistas del Holocausto con el fin de distinguirlos de los revisionistas históricos legítimos, que desafían las interpretaciones ortodoxas de la historia utilizando metodologías históricas establecidas. Los negacionistas del Holocausto generalmente no aceptan al negacionismo como una descripción apropiada de sus actividades y usan el eufemismo de revisionismo en su lugar. Las metodologías de los negacionistas del Holocausto a menudo se basan en una conclusión predeterminada que ignora la abrumadora evidencia histórica de lo contrario.

### Generales
- Definición de pseudohistoria dada por CSICOP (en inglés).

### Negacionismo
Refutación del negacionismo:
- Revisionismo del Holocausto, en español Archivado el 27 de diciembre de 2004 en Wayback Machine.
- Why «revisionism» isn't (en inglés).
- Mad Revisionist: A parody site on historical revisionism (en inglés).
- Revisionist History — Una representación satírica en inglés del revisionismo.

Propagandistas del negacionismo:
- Institute for Historical Review (en inglés).
- Revisionists.com/ (en inglés).

### Revisionismo de la República Española (1931–1939)
- MOA, Pío Los mitos de la guerra civil.
- VIDAL, César. Paracuellos-Katyn: un ensayo sobre el genocidio de la izquierda (2005).
- VIDAL, César. Checas de Madrid: las checas republicanas al descubierto (2003).
- VIDAL, César. Las Brigadas Internacionales (2006).
- CÁRCEL ORTÍ, Vicente. La Persecución religiosa en España durante la Segunda República (1931–1939).

### Revisionismo de la Guerra Civil española
Favorables:
- Stanley G. Payne elogia la obra de Moa .
- Artículo de Moa sobre el Revisionismo.
- Cristina Losada: Por qué mis amigos no quieren revisar sus ideas sobre la guerra civil.

Críticos:
- El revisionismo histórico español (Artículo de Javier Tussell).
- Contra el revisionismo histórico español (Artículo de Jordi García-Soler, El País, Cataluña, 1 de diciembre de 2005 ).
- Revisionismo histórico (Artículo de Javier Pradera, El País, 23 de marzo de 2005).

### Revisionismo argentino
- Halperín Donghi, Tulio, El revisionismo histórico argentino como visión decadentista de la historia nacional, Buenos Aires: Siglo XXI, 2005.
- Quattrochi-Woisson, Diana, Un nationalisme de déracinés: l’Argentine, un pays malade de sa mémoire, París: CNRS, 1992.
- Instituto Nacional de Investigaciones Históricas Juan Manuel de Rosas.

- Datos: Q874803